# Kathrin Muus
Kathrin Marie Muus (geb. 9. Juli 1994 in Lübeck) ist eine deutsche Agrarwissenschaftlerin und ehemalige Vorsitzende des Bundes der Deutschen Landjugend. Sie erhielt 2022 für ihre Arbeit in der Zukunftskommission Landwirtschaft den Ehrenpreis des Deutschen Umweltpreises.

## Herkunft und Ausbildung
Kathrin Muus kam 1994 in Lübeck zur Welt. Sie wuchs auf einem Bauernhof in Ostholstein auf. 2014 legte sie am Leibniz-Gymnasium Bad Schwartau ihr Abitur ab. Sie studierte von 2014 bis 2017 an der Universität Kiel Agrarwissenschaften und Agrarökonomie. 2020 schloss sie ein Masterstudium Agricultural and Food Economics an der Rheinischen Friedrich-Wilhelms-Universität in Bonn ab.

## Berufliche Karriere
Seit 2021 arbeitet Kathrin Muus als wissenschaftliche Mitarbeiterin am Johann Heinrich von Thünen-Institut, einem Bundesforschungsinstitut für Ländliche Räume, Wald und Fischerei, das dem Bundesministerium für Ernährung und Landwirtschaft untersteht. Sie ist dort für die Erhebungen für den sogenannten Thünen-Atlas zuständig, der Daten zur Landnutzung und Tierhaltung in Deutschland bereitstellt, um Trends und Politikfolgen abschätzen zu können. Außerdem ist sie Ansprechpartnerin für Unternehmensnachfolge und Existenzgründung, einen in Zeiten von Strukturwandel und Höfesterben für die Landwirtschaft existentiellen Bereich.

## Ehrenamtliche Tätigkeit
Von 2015 bis 2017 war Kathrin Muus stellvertretende Landesvorsitzende im Landjugendverband Schleswig-Holstein, von 2016 bis 2018 stellvertretende Bundesvorsitzende und von November 2018 bis Mai 2022 schließlich Bundesvorsitzende der Landjugend.

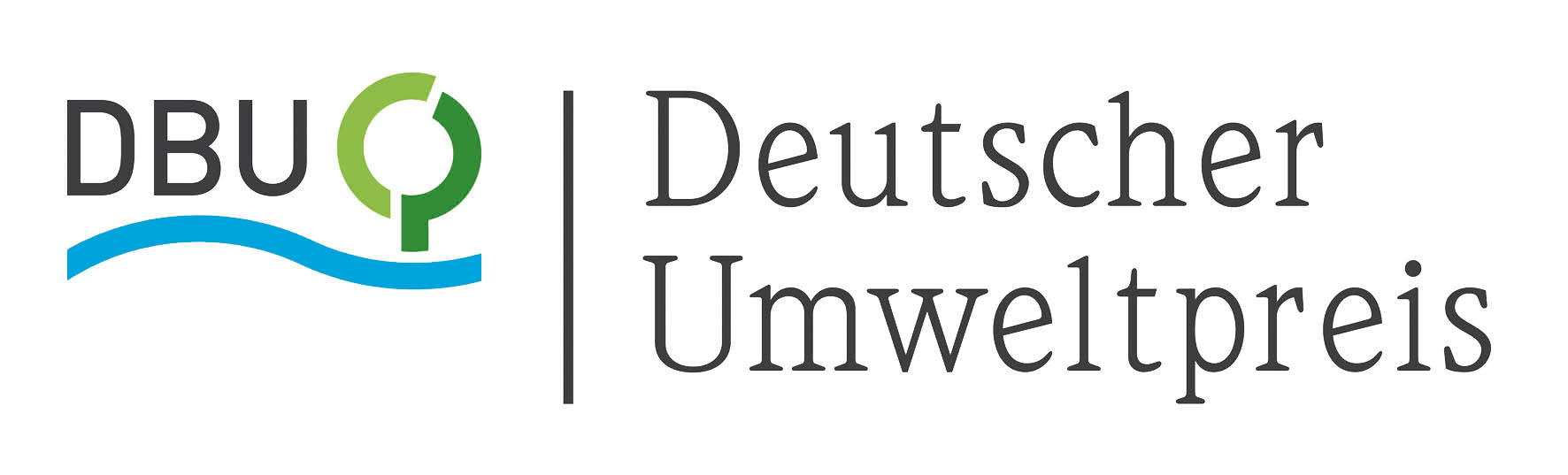
Deutscher Umweltpreis der Deutschen Bundesstiftung Umwelt

Im Juli 2020 rief die Bundesministerin für Umwelt, Naturschutz und Reaktorsicherheit Svenja Schulze die  Zukunftskommission Landwirtschaft (ZKL) mit Vertretern aus Wirtschaft, Landwirtschaft, den Tier-, Natur- und Umweltschutzverbänden sowie Verbrauchern und Wissenschaftlern ins Leben, um Lösungskonzepte für den seit langem eskalierenden Konflikt zwischen Landwirtschaft und Umweltschutz zu entwickeln. Kathrin Muus wurde als eine von zwei Vertreterinnen der jungen Generation in das Gremium berufen.
Gegenpart war die Vertreterin der BUNDjugend Myriam Rapior. Die beiden Jugendvertreterinnen fanden eine gemeinsame Gesprächsebene und konnten so Empfehlungen für eine nachhaltigere und umweltschonendere Landwirtschaft mit sicheren ökonomischen Rahmenbedingungen erarbeiten, die auch wesentlich in das Abschlussdokument der ZKL einflossen. Das Engagement von Myriam Rapior und Kathrin Muus wurde 2021 von Bundeskanzlerin Angela Merkel als vorbildlich gewürdigt.
Seit Juli 2022 ist Muus Teilnehmerin des Expertenkreises beim Referat für Ernährung und Klima beim Bundeszentrum für Ernährung in der Bundesanstalt für Landwirtschaft und Ernährung.

## Ehrungen
- 2022 Ehrenpreis des Deutschen Umweltpreises, vergeben von der Deutschen Bundesstiftung Umwelt (dbu) und dotiert mit 20.000 €, gemeinsam mit Myriam Rapior vom Vorstand der BUNDjugend aus den Händen von Bundespräsident Frank-Walter Steinmeier in Magdeburg[5]
- 2022 Professor-Niklas-Medaille des Bundesministeriums für Ernährung und Landwirtschaft gemeinsam mit Myriam Rapior, dem ZKL-Vorsitzenden Peter Strohschneider und dem „Vater des Nationalparks Bayerischer Wald“ Georg-Sebastian Sperber[6]